# Selina de Gòtia
Selina de Gòtia (en grec: Σεληνᾶς, Σελίνας) va ser un bisbe arrià dels gots.

## Biografia
Selina va néixer de pare got i mare frígia. Sòcrates Escolàstic va escriure que Selina era fluent en ambdues llengües (got i probablement frigi), gràcies al qual ensenyava ambdues llengües a l'església amb igual facilitat. Hèrmies Sozomen deia que la llengua de Selina era el grec en comptes del frigi. Sota el bisbe Úlfilas, Selina era escriba; després de la mort de Úlfilas, es va convertir en el seu successor com a bisbe dels gots. Sozomen relata que Selina era un líder religiós dels gots i gairebé tots els gots el recolzaven. Selina va liderar la comunitat cristiana ariana.
Durant l'episcopat de Selina va sorgir una divisió entre els arians a Constantinoble. El motiu de la divisió va ser la qüestió de saber si Déu podria ser anomenat Pare abans de l'existència del Fill. Doroteu d'Antioquia sostenia que no es pot ser Pare o ser anomenat abans de l'existència del Fill. Marí de Tràcia però, sostenia el contrari. Déu sempre pot ser anomenat Pare, just abans de l'existència del Fill. Els arians es van dividir en dues comunitats, cadascuna d'elles va passar a realitzar reunions especials d'oració. Els que seguien a Doroteu van romandre als seus llocs anteriors i aquells que seguien a Marí van establir les seves pròpies cases de culte. Els seguidors de Marí van rebre el nom de "psatirians" , perquè Teoctist Psafiròpol, originari de Síria, va defensar aquesta corrent amb gran fervor. Selina de Gòtia, i amb ell els gots, va acceptar l'opinió de Marí, per aquesta raó els psatirians també van ser anomenats gots. El cisma a l'Arrianisme va continuar durant 25 anys. Es va acabar durant el regnat de l'emperador Teodosi II degut a la mediació de Plinta. Els arians van acceptar l'opinió dels psatirians i van decidir no tornar a tocar aquesta qüestió en el futur.